# Часовничарски занат
Часовничарски занат је делатност на раскршћу науке, уметности и технологије. То је вештина механичког рада и уметничке механике, а користи се за стварање часовничарских предмета дизајнираних за мерење и показивање времена (сатови, сатови са клатном, часовници и хронометри), уметничких аутомата и механичких андроида, скулптура и анимираних слика, музичких кутија и механичких птица певачица. Ови технички и уметнички објекти садрже механички уређај који генерише покрете или емитује звукове. Иако су углавном скривени, механизми такође могу бити видљиви, што доприноси естетици и поетској димензији објеката. Часовничарским занатом баве се часовничари.
Од 16. децембра 2020. године часовничарски занат и израда уметничке механике препознати су као Унесково нематеријално културно наслеђе Швајцарске и Француске.

## Историја
Швајцарско-француски Лук Јура, који се протеже од Женеве до Базела, сматра се колевком европске индустрије мерења времена, са занатом који се ту вековима практиковао. Француски теолог Жан Kалвин, утицајни реформатор у Женеви током протестантске реформације, заправо је одиграо улогу у уграђивању часовничарства у регион. Забраном ношења украсних предмета 1541. године, "он је у ствари приморао златаре и друге драгуљаре да се окрену другачијој уметности: уметности сатова", наводи Федерација швајцарске индустрије сатова. Уградњу заната у град помогла је и чињеница да су бројни протестанти који су бежали од тужилаштва у Француској такође побегли у град, доносећи са собом вештину часовничарства.
Историјски гледано, целе породице су биле укључене у праксу, развијајући праксе обуке и професионалне и породичне савезе. Вештине су се у почетку училе у школама за обуку. Данас часовничари такође деле своје знање путем онлајн блогова, форума, водича и заједничких пројеката.

## Традиција данас
Данас регија Јура и даље врви од произвођача сатова, великих и малих, са високо квалификованим занатлијама и мноштвом могућности обуке. Само у Швајцарској, 57.500 људи је запослено у овом сектору, који броји широк спектар занимања која су потребна за састављање кућишта и унутрашње механике прецизног сата.
Часовничарство је трећи највећи извозни сектор у овој алпској земљи, са извозом од скоро 22 милијарде швајцарских франака (25 милијарди долара, 20 милијарди евра) 2019. године.
Часовничарство комбинује индивидуалне и колективне, теоријске и практичне вештине у области механике и микромеханике. На овом француско-швајцарском подручју, дуж Лука Јура од Женеве до Шафхаузена и од Била до Безансона, велики број занатлија, компанија, школа, музеја и удружења промовише и преноси ове технике, које су и традиционалне и иновативне. Иако ово занатство служи првенствено економској функцији, такође је обликовало дневну друштвену стварност дотичних регија, као и њихову архитектуру и урбано планирање.
Посетиоци имају прилику да открију креације и тајне ових занатлија на врху уметничке механике у Међународном центру за уметничку механику у Санте-Кроу, који излаже историјску збирку музичких кутија и аутомата, као и механичку радионицу како је изгледала почетком 20. века, укључујући и приказ неколико аутентичних машина.

## УНЕСКО-в регистар
Занатство механичког часовничарства и уметничке механике уписано је 2020. на листу нематеријалног културног наслеђа, за Француску и Швајцарску, с обзиром да обухвата прекогранична подручја. Ово означава признање традиције која је дубоко укорењена у регији Јура и коју њени становници високо цене.